# 住棚節
住棚节（希伯来语：סוכות或סֻכּוֹת，音译为Succoth或Sukkos，意为棚）是圣经中规定的犹太教三大节期之一，庆祝时间是从每年秋季的希伯来历提斯利月15日（公历9、10月间）开始，持续7天。在古代，全体以色列男丁都必须集中庆祝三大节期，先在示罗，耶路撒冷圣殿完成后在耶路撒冷。

## 来历
住棚节在希伯来语中，是苏克棚（sukkah）一词的复数形式，意为棚屋。在节日期间，犹太人必须建造一个临时建筑，在其中进餐、款待客人、休息甚至睡觉。苏克棚是纪念古代以色列人在离开埃及之后在旷野中漂流四十年期间所住的棚屋，并追念耶和华在这期间供养了所有犹太人的饮食。

## 在以色列和其他国家的持续时间
在以色列和犹太教改革派中间，住棚节是一个为期7天的节日，第一天整天用来专门庆祝，举行专门祷告和节日筵席。在以色列以外，前两天整天庆祝。剩下的几天称为节日周（Chol HaMoed）。住棚节的第七天称为Hoshanah Rabbah，有特别的庆祝仪式。 

### 圣会节
紧接着住棚节之后的那一天是一个单独的节日，称为“圣会节”（Shemini Atzeret，意即“第八日”）。在以色列，圣会节的庆祝包括妥拉节。在其它国家，圣会节在住棚节之后的那一天庆祝，而妥拉节在圣会节之后的一天庆祝。因此节日的总天数在以色列是8天，而在其它国家是9天。

## 住棚节条例与习俗

### 苏克棚
苏克棚是住棚节期间用于进餐的临时建筑物。它必须用有机材料建造，室内通常进行了装饰。 

### 住棚节四样植物

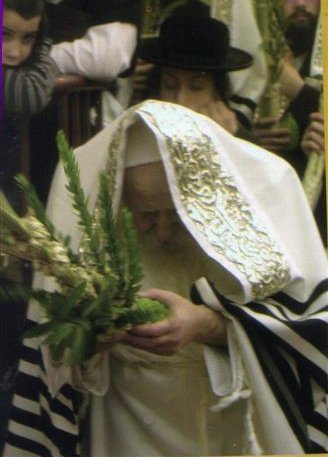
加拿大蒙特利尔的Tosher Rebbe摇动住棚节四样植物during Hallel

在每次住棚节7天期间，律法书规定犹太人必须手握住棚节四样植物摇动，代表特别的意义。这四样植物是：枣椰树（希伯来语：לולב，lulav）叶子、香桃木（希伯来语：הדס，hadass）枝条、柳树（希伯来语：ערבה，aravah）枝条和香橼（希伯来语：אתרוג，etrog，类似柠檬）果实，前三种枝叶通常捆扎在一起。在节日之前，犹太教团体中通常都会出售这些植物。不过，在一些犹太教改革派团体中，对于其中一种或几种非本地出产的植物，采用芦苇等其他植物来代替。
住棚节四样植物按下列程序摇动：前三种植物的枝叶握在右手中，而香橼握在右(左)手中。使用者两手分开，说特别的祝福语：在犹太教正统派中，在住棚节的每一天（除了安息日），男人和举行过成年礼（bar mitzvah，13岁）的男孩都必须遵守摇动住棚节四样植物的戒律。妇女们没有摇动住棚节四样植物的义务，但如果她们想要这么做，在传统上，在犹太教保守派和犹太教改革派中，所有举行过成年礼的犹太人都要履行摇动仪式。
摇动仪式通常每天在犹太会堂的祷告仪式中举行，也可以在私人家中或苏克棚中私下举行。在住棚节的前六天中，所有犹太会堂的礼拜者离开座位时都要排成队伍，手握四样植物绕行sanctuary一圈。在诵读Hallel时，摇动住棚节四样植物。节日的第7日，称为Hoshanah Rabbah，礼拜者要绕行sanctuary7圈。 

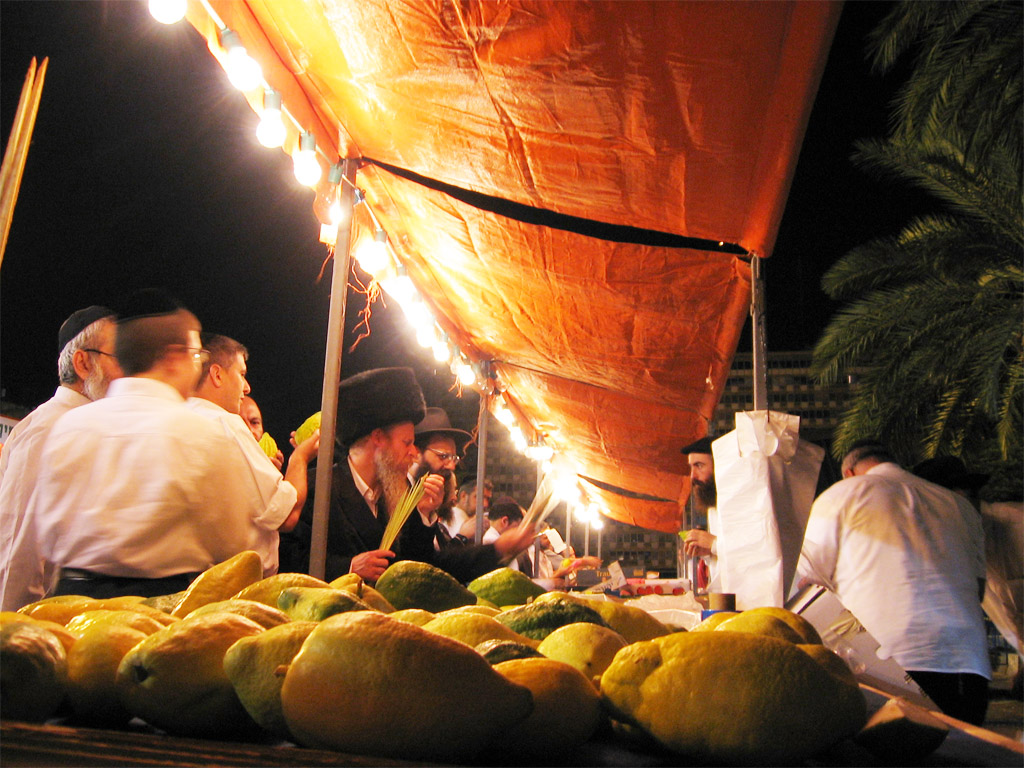
在特拉维夫的市场出售香橼

这个规矩来源于利未记：“第一日，你们要拿美好树上的果子、棕树的枝子、茂密树的枝条、与溪边的柳枝，在耶和华你们的神面前欢乐七日。”。“美好树”在希伯来语中的意义不明确，现代希伯莱语中明确为“柑橘类”。

### 其他習俗
在犹太会堂，住棚节的每天，礼拜者手拿住棚节四样植物环绕会堂游行，并朗诵诗篇118篇25节“主啊，求你拯救！”（Ana HaShem, hoshia nah），随后是专门的祷告。
在耶路撒冷圣殿存在的时期，还举行柳树枝纪念仪式，将柳枝堆在在祭坛旁，礼拜者环绕祭坛游行并朗诵统一节圣经。

## 圣经中的节日
在圣经中，住棚节又被称为：
- “住棚节”（利未记23:34；申命记16:13, 16；31:10；撒迦利亚书14:16, 18, 19；以斯拉记3:4；历代志下8:13；尼希米記8:13-18； 约翰福音7:2）
- “收藏节”（出埃及记23:16, 34:22）
- “那节期”（列王纪上8:2, 65；12:32；历代志下5:3；7:8；约翰福音7:10, 11, 14, 37）
- “耶和华的节期”（利未记23:39；士师记21:19）
- “七月节”（以西结书45:25；尼希米记8:14）
- “圣会”（民数记29:12）

在后来的希伯来文学中，住棚节常被称作“那节日”。
起初，住棚节是一个具有农业性质的节日，从它的名称“收藏节”、庆祝仪式、庆祝的季节与时机都可以明显看出：“也要在年底从田里收藏你劳碌得来之物时，守收藏节。”；“你从禾场、酒醡收藏了出产以后，就要守住棚节七日。”。住棚节成为犹太教中最重要的节日之一，被称为“耶和华的节期”（利未记23:39; 士师记21:19）或简称为“那节期”（列王纪上8:2, 65; 12:32;历代志下5:3; 7:8）。也许因为参加者极为广泛，住棚节也成为举行重要正式仪式的合适时机。摩西在每个第七年的住棚节教导以色列人聚集阅读律法书，所罗门在住棚节奉献耶路撒冷圣殿。住棚节也是以色列人从巴比伦被掳归回耶路撒冷后首次恢复献祭的时机。
在尼希米的时代，以色列人从巴比伦被掳之地归回，“在自己的房顶上，或院内，或神殿的院内，或水门的宽阔处，或以法莲门的宽阔处”搭起棚子，住在棚里，恢复庆祝住棚节。尼希米还说，“从嫩的儿子约书亚的日子，直到那日，以色列人没有这样行过”过节时用上了住棚节四样植物，尼希米说到以色列人按照律法书上所写的，“上山去，将橄榄树、野橄榄树、番石榴树、棕树、和各样茂密树的枝叶取来”。在利未记，耶和华告诉摩西教导百姓：“第一日，你们要拿美好树上的果子、棕树的枝子、茂密树的枝条、与溪边的柳枝，在耶和华你们的神面前欢乐七日。”并且要“住在棚里七日；凡以色列的本地人都要住在棚里，好叫你们世世代代知道，我领以色列人出埃及地的时候曾使他们住在棚里。”不过，民数记则说以色列人在旷野时住在帐篷里。

## 住棚節與現代文化
由於現代居住於都市的人一般住在公寓，而這些公寓未必會有露天的後院、天台、露台或過道去安裝住棚，使信徒千方百計的利用現有設備改建，務求可以有一個符合教義的「住棚」，例如裝上「潛望鏡」以便可以透過窗口看見屋外的天空；而另一方面，在以色列及美國猶太人聚居的地方，建築設計亦加以遷就，好讓每一戶家庭都有一處足夠大的露天的空間，以方便過住棚節時可以在空間建棚過節。

### 引用
1. ↑  利未记23章40节
2. ↑  出埃及记23章16节
3. ↑  申命记16章13节
4. ↑  申命记31章10-11节
5. ↑  列王纪上8:2，历代志7
6. ↑  以斯拉记3章2-4节
7. ↑  尼希米记8章13-17节
8. ↑  尼希米记8章14-15节
9. ↑  利未记23章40节，42节-43节
10. ↑  民数记11章10节，16章27节
11. ↑  Holder, Sarah. . Bloomberg. 2021-09-24  [2021-10-02]. （原始内容存档于2021-10-02） （英语）.